# 12818 Tomhanks
12818 Tomhanks eller 1996 GU8 är en asteroid i huvudbältet som upptäcktes den 13 april 1996 av Spacewatch vid Kitt Peak-observatoriet. Den är uppkallad efter den amerikanske skådespelaren och regissören Tom Hanks.
Asteroiden har en diameter på ungefär 5 kilometer.